# Flughafen Trinidad

i7
i11
i13
Der Flughafen Trinidad (Aeropuerto Teniente Jorge Henrich Arauz) ist der Flughafen von Trinidad, der Hauptstadt des Departamento Beni im Tiefland Boliviens. Er liegt etwa zwei Kilometer nordwestlich der Stadt auf einer Höhe von 155 m.

## Fluggesellschaften und Ziele
Aktuell werden von Trinidad aus mindestens fünf bolivianische Flughäfen angeflogen (La Paz, Santa Cruz, Cochabamba, Riberalta und Guayaramerín). Es sind folgende Airlines aktiv: Boliviana de Aviación, Línea Aérea Amaszonas und EcoJet.

## Zwischenfälle
- Am 7. September 1972 fiel bei einer Curtiss C-46A-40-CU Commando der bolivianischen SAVCO (Servicios Aereos Virgen de Copacabana) (Luftfahrzeugkennzeichen CP-959) während des Startvorgangs in 20 Metern Höhe das linke Triebwerk aus. Das Flugzeug verlor an Höhe, setzte wieder auf und raste durch kleinere Bäume und einen Zaun. Das rechte Hauptfahrwerk zerbrach, woraufhin der Rumpfbug auf dem Boden aufschlug. Die Maschine wurde irreparabel beschädigt. Einer der beiden Piloten kam ums Leben, der andere sowie die sechs Passagiere überlebten den Unfall.[2]

- Am 13. Dezember 1973 geriet eine Douglas DC-7B der bolivianischen Frigorificos Movima (CP-1048) nach der Landung auf dem Flughafen Trinidad vom Rollweg ab, als die Sicht durch aufgewirbelten Staub nach ihrem vorherigen Umkehrschub beeinträchtigt war. Die Maschine kollidierte mit zwei Traktoren, woraufhin ein Feuer an der rechten Tragfläche ausbrach. Alle 33 Insassen, vier Besatzungsmitglieder und 29 Passagiere, überlebten den Unfall. Das Flugzeug brannte aus und wurde irreparabel beschädigt.[3]

- Am 30. August 1975 fiel an einer Curtiss C-46F-1-CU Commando der bolivianischen Trans Aéreos Beni (CP-714) drei Minuten nach dem Start vom Flughafen Trinidad das Triebwerk Nr. 2 (rechts) aus. Beim Versuch der Rückkehr kam es zu einer Notlandung kurz vor dem Flughafen. Das Flugzeug wurde zerstört. Alle drei Besatzungsmitglieder, die einzigen Insassen, überlebten den Unfall.[4]

- Am 8. Juni 1983 wichen die Piloten einer aus La Paz kommenden Douglas DC-4/VC-54Q der bolivianischen Frigorifico Reyes (CP-1404) wegen schlechten Wetters am Zielort Palmira zum Flughafen Trinidad aus. Bei der dortigen Landung verunglückte die Maschine, wobei ein Feuer ausbrach und das Flugzeug zerstört wurde. Alle fünf Insassen, drei Besatzungsmitglieder und zwei Passagiere, kamen ums Leben.[5]

- Am 22. Februar 2005 entstanden bei einer Convair CV-580 der bolivianischen TAM – Transporte Aéreo Militar (FAB-73) während des Starts vom Flughafen Trinidad Triebwerksprobleme. Es kam zu einer Bruchlandung in schlammigem Gelände direkt nach dem Start. Das Flugzeug wurde zerstört. Alle 49 Insassen, vier Besatzungsmitglieder und 45 Passagiere, überlebten den Unfall.[6]

- Am 1. Februar 2008 ging dem Charterflug Lloyd-Aéreo-Boliviano-Flug 301 mit einer Boeing 727-259 auf dem Weg von El Alto nach Cobija der Treibstoff aus. Passagiere und Besatzung überlebten die Notlandung in der Nähe des Flughafens Trinidad.[7]